# Klaus Schubring
Klaus Schubring (* 11. März 1940 in Rom) ist ein deutscher Historiker.
Klaus Schubring studierte in Mainz und Tübingen Geschichte und Latein. 1970 wurde er promoviert, danach war er Hochschullehrer, unter anderem an der ehemaligen Pädagogischen Hochschule Lörrach. 2014 erhielt er die Johann-Peter-Hebel-Plakette der Gemeinde Hausen im Wiesental verliehen.

## Schriften (Auswahl)
- Die Herzoge von Urslingen Studien zu ihrer Besitz-, Sozial- und Familiengeschichte mit Regesten (= Veröffentlichungen der Kommission für geschichtliche Landeskunde in Baden-Württemberg, Reihe B, 67. Band). Verlag W. Kohlhammer, Stuttgart 1974, ISBN 3-17-258081-4
- Kloster Gengenbach und sein Besitz in Irslingen – Untersuchung einer Rechtsquelle. In: Zeitschrift für Württembergische Landesgeschichte. 43. Jahrgang, 1984
- Rötteler Chronik 1376–1432. Verlag Waldemar Lutz, Lörrach 1995, ISBN 3-922107-35-4